# Liliane Bettencourt

Portret - Liliane Bettencourt

Liliane Henriette Charlotte Bettencourt Schueller (Parijs, 21 oktober 1922 – Neuilly-sur-Seine, 21 september 2017) was een Frans ondernemer. Als eigenares van L'Oréal was ze de rijkste vrouw van Frankrijk en Europa en een van de rijkste mensen ter wereld.

## Privéleven
Bettencourt was het enige kind van Eugène Schueller, de stichter van L'Oréal. In 1927 stierf haar moeder toen zij vijf jaar oud was. In 1950 trouwde zij met de Franse politicus André Bettencourt, die hoge politieke functies vervulde onder de Franse presidenten René Coty, Charles de Gaulle en Georges Pompidou. Liliane woonde in Neuilly-sur-Seine, een rijke voorstad van Parijs, Frankrijk. André Bettencourt overleed in 2007. Samen hadden zij een dochter, Françoise Bettencourt Meyers, die een lid van de raad van bestuur is van L'Oréal. Françoise Bettencourt-Meyers trouwde met Jean-Pierre Meyers, de zoon van een rabbijn die in Auschwitz is gestorven. Françoise Bettencourt-Meyers en haar man hebben twee zonen, die beiden een Joodse opvoeding hebben.

## "La plus riche femme de France"
In 1957 erfde Bettencourt het L'Oréal-fortuin van haar vader. Zij was de grootaandeelhouder van L'Oréal, en had vanaf 1957 geholpen met het opbouwen van het bedrijf tot wat het nu is: het wereld-leidende bedrijf in de cosmetica. Het Amerikaanse zakenblad Forbes schatte het vermogen van Bettencourt op 30 miljard dollar (2013). Liliane en André leidden een luxueus leven, en reisden over de hele wereld. Ze hadden vele machtige politieke vrienden, en Bettencourt was veelal te vinden in de Parijse beau monde. In de jaren vijftig en zestig stond Liliane Bettencourt bekend als een van de grote Franse schoonheden. Meerdere malen heeft de Nazi-geschiedenis van haar vader en man Bettencourt tegengewerkt en negatief in het nieuws gebracht, maar bewijs dat Liliane Bettencourt zelf antisemitische sympathieën heeft is nooit geleverd. In Frankrijk stond ze voornamelijk bekend als 'La plus riche femme de France' (de rijkste vrouw van Frankrijk) of door mensen die met haar spotten als 'Mamie Zinzin'.

## Filantropie
Liliane Bettencourt stond bekend om haar filantropie. Ze richtte in 1987 met haar man en dochter de Fondation Bettencourt-Schueller op, een liefdadigheidsorganisatie opgedragen aan haar vader. De organisatie reikt eens per jaar een aantal prijzen uit. De prijzen variëren per jaar, en hebben meestal te maken met wetenschap, feminisme of koorzang (waar Bettencourt een groot fan van was). De bekendste prijs is de Prix Liliane Bettencourt pour Intelligence de la Main, een jaarlijkse prijs voor jonge Franse wetenschappers. Liliane Bettencourt reikte de prijzen eigenhandig uit. Het gaat meestal om een beeld in de vorm van een hand, en een som geld die kan oplopen tot maximaal 50.000 euro. Samen met L'Oréal en Unesco reikte Bettencourt ook nog jaarlijks de 'L'Oréal and Unesco Awards for Women in Science' uit, al had ze daarin alleen een passieve rol.

## Affaire Bettencourt-Banier
Liliane Bettencourt kwam aan het einde van 2007 in het Franse nieuws, nadat bekend was geworden dat haar enige dochter, Françoise Bettencourt-Meyers, een aanklacht had ingediend tegen een vriend van Liliane, François-Marie Banier. Banier, een Franse celebrityfotograaf en kunstenaar, zou tussen 1990 en 2010 voor meer dan 1,25 miljard euro aan giften hebben vergaard. Deze giften bestonden onder andere uit kunstwerken, waaronder een Picasso, cash-geld en voor honderden miljoenen aan (levens)verzekeringen. Françoise Bettencourt-Meyers vond dat François Marie-Banier bij het krijgen van deze giften gebruik had gemaakt van de zwakke geestelijke en lichamelijke toestand van haar moeder. Françoise wilde haar moeder geestelijk laten testen, maar aan dergelijke tests weigerde Bettencourt mee te doen. Het verzoek van Françoise om haar moeder onder financieel toezicht te zetten werd wegens het ontbreken van medische expertise afgewezen. Tussen einde van 2007 en het einde van 2010 heeft Françoise minimaal drie keer geprobeerd haar moeder te laten onderzoeken. In 2010 bleek dat Liliane Bettencourt haar 'vriend' François-Marie Banier ook nog eens voor bijna 1 miljard euro in haar testament had gezet. Uiteindelijk in september 2010 verbrak Bettencourt het contact met Banier, en is hij geschrapt uit haar testament. Na het verbreken van het contact met Banier klaagde Bettencourt haar dochter aan wegens 'emotionele terreur'. Tot een rechtszaak is het echter niet gekomen, in december brachten Liliane en Françoise een gezamenlijk persbericht naar buiten, waarin zij bekendmaakten dat hun conflict voorbij was. Liliane Bettencourt was al eerder in het nieuws geweest na het doen van grote giften: zo zou ze ook een gift van meer dan 90 miljoen euro hebben gedaan aan ex-L'Oréal topman Lindsay Owen-Jones.

## Affaire Bettencourt-Woerth
In de zomer van 2010 rommelde het nog meer rond Bettencourt. Een ex-boekhoudster van Bettencourt bracht naar buiten dat Bettencourt illegale gelddonaties had gedaan aan meerdere (rechtse) politieke partijen. Onder andere de partij UMP van de president Nicolas Sarkozy zou hiervan geprofiteerd hebben. De penningmeester van die partij, Éric Woerth, zou het zwarte geld (vermoedelijk meerdere donaties van 150.000 euro) hebben aangenomen. Wat daar nog bij kwam was dat zijn vrouw Florence in het verleden werkte voor een organisatie die het vermogen van Bettencourt beheerde. Eric Woerth is onder andere door de "Affaire Bettencourt" in 2010 afgetreden als penningmeester van de UMP en als minister van Arbeid. Hij heeft altijd ontkend het geld te hebben aangenomen. Bewijs voor de beschuldigingen zou af te leiden zijn uit tapes gemaakt door de butler van Bettencourt. Liliane Bettencourt reageerde op deze affaire met de mededeling dat niet zij, maar meer haar reeds overleden echtgenoot André Bettencourt politieke interesses had.

## Curatele
Op 17 oktober 2011 werd Liliane Bettencourt onder voogdij geplaatst van haar oudste kleinzoon Jean-Victor Meyers. Haar bezittingen werden geplaatst onder voogdij van haar dochter Françoise en twee kleinzonen. De uitspraak volgde na een rapport van medische experts die oordeelden dat de bijna 89-jarige Bettencourt aan Alzheimerdementie leed.

## Belastingschandalen
Er kwam in 2010 nog meer negatiefs aan het licht over Bettencourt. Haar vermogensbeheerders zouden op grote schaal geld van haar hebben weggesluisd naar buitenlandse rekeningen. Ook zou Liliane Bettencourt over 2009 meer dan 30 miljoen euro van de belasting hebben teruggekregen, wat niet in goede aarde viel bij de rest van Frankrijk tijdens de economische crisis van dat jaar. In 2010 moest ze dit teruggekregen bedrag dan ook terugbetalen.
Verder was Bettencourt eigenaresse van een eiland (D’Arros) op de Seychellen, en over de aankoop van dit eiland zou geen belasting zijn betaald.
Liliane Bettencourt werd in 2007 ook een van de grootste slachtoffers van de Amerikaanse oplichter Bernard Madoff, ze verloor aan zijn piramidespel ongeveer 22 miljoen euro.

## Overleden
Zij stierf in 2017 op 94-jarige leeftijd. Volgens magazine "Forbes" was zij toen de op 10 na rijkste persoon van de wereld.